# Chefrens Pyramid (datorspel)
Chefrens Pyramid är ett grundeskolematematik-inriktat utbildningsdatorspel utvecklat av Göran Hjalmarsson och utgivet av Alega Skolmateriel 1997 till Windows. Spelet påstås vara Sveriges mest sålda matematikprogram.

## Källhänvisningar
1. 1 2  ”Matte på flygande matta”. Skaraborgs Läns Tidning. 20 december 2016. https://www.skaraborgslanstidning.se/article/matte-pa-flygande-matta/. Läst 2 november 2017.[död länk]